# تروي بايليس
تروي بايليس (بالإنجليزية: Troy Bayliss)‏ مواليد 30 مارس 1969 في نيوساوث ويلز، أستراليا، هو متسابق دراجات نارية أسترالي فاز ببطولة العالم للسوبربايك. نافس في بطولة العالم للموتو جي بي.

## البطولات
- بطولة العالم للسوبربايك 2001
- بطولة العالم للسوبربايك 2006
- بطولة العالم للسوبربايك 2008

## وصلات خارجية
- تروي بايليس على موقع Racing-Reference.info (الإنجليزية)
- تروي بايليس على موقع DriverDB.com (الإنجليزية)
- تروي بايليس على موقع MotoGP.com (الإنجليزية)
- تروي بايليس على موقع WorldSBK.com (الإنجليزية)

- الموقع الإلكتروني